# François d'Harcourt
François d'Harcourt (10 de dezembro de 1928 - 5 de novembro de 2020) foi um político francês.
D'Harcourt foi eleito Conselheiro Geral do Cantão de Balleroy, servindo de 1955 a 1958 e novamente de 1967 a 1994. Ele foi eleito para a Assembleia Nacional pelo 4º círculo eleitoral de Calvados em 11 de março de 1973, e foi reeleito continuamente até 1986. Ele era membro da União pela Democracia Francesa e fazia parte da União Centrista dos Democratas pelo Progresso. A 17 de janeiro de 1975, ele votou pela descriminalização do aborto sob a "Lei do Véu".